# Barbara Steele
Barbara Steele (* 29. Dezember 1937 in Birkenhead, Cheshire, England) ist eine britische Filmschauspielerin.

## Leben
Nach ihrer Tätigkeit als Fotomodell und mehreren kleinen Filmauftritten gelang Barbara Steele 1960 der Durchbruch mit Die Stunde, wenn Dracula kommt. Die nächsten Jahre spielte Steele vornehmlich Hauptrollen in Horrorfilmen. Sie selbst stand ihrem Horrorfilm-Image stets kritisch gegenüber und bevorzugte „seriöse“ Filme wie Federico Fellinis Achteinhalb und Volker Schlöndorffs Romanverfilmung Der junge Törless.
Neben ihrer Arbeit beim Film war sie auch im Fernsehen zu sehen. Seit den 1980er Jahren war sie vermehrt als Produzentin von Fernsehfilmen und -serien tätig und nur noch selten vor der Kamera aktiv. Barbara Steele war von 1969 bis 1978 mit dem Drehbuchautor James Poe verheiratet. Sie haben einen gemeinsamen Sohn, der 1971 geboren wurde.

## Filmografie (Auswahl)
- 1958: Mit dem Kopf durch die Wand (Bachelor of Hearts)
- 1960: Die Stunde, wenn Dracula kommt (La maschera del demonio)
- 1961: Das Pendel des Todes (Pit and the Pendulum)
- 1962: Das schreckliche Geheimnis des Dr. Hichcock (L’orribile segreto del Dr. Hichcock)
- 1963: Achteinhalb (8½)
- 1963: Stunden der Liebe (Le ore dell’amore)
- 1963: Lo spettro
- 1963: Versuchung in Liebe (Un tentativo sentimentale)
- 1964: Danza macabra
- 1964: I maniaci
- 1964: Les baisers
- 1964: Helle Stimmen (Le voci bianche)
- 1964: Zwischenlandung Düsseldorf (Tre per una rapina)
- 1964: Monocle blickt voll durch (Le monocle rit jaune)
- 1964: Der Todesfluch der brennenden Hexe (I lunghi capelli della morte)
- 1965: 5 tombe per un medium
- 1965: Amanti d’oltretomba
- 1966: Der junge Törless
- 1966: Die unglaublichen Abenteuer des hochwohllöblichen Ritters Branca Leone (L’armata Brancaleone)
- 1966: Ein Engel für den Teufel (Un angelo per Satana)
- 1966: She Beast – Die Rückkehr des Grauens (La sorella di Satana)
- 1968: Die Hexe des Grafen Dracula (Curse of the Crimson Altar)
- 1974: Das Zuchthaus der verlorenen Mädchen (Caged Heat)
- 1975: Parasiten-Mörder (Shivers)
- 1978: Pretty Baby
- 1978: Piranhas (Piranha)
- 1978: Die Klassenlehrerin (La clé sur la porte)
- 1980: Psychock (The Silent Scream)
- 1983: Der Feuersturm (The Winds of War) (Fernsehsiebenteiler, Folge 3 Cataclysm)
- 1988: Feuersturm und Asche (War and Remembrance) (Fernsehzwölfteiler, Folge 1 Part I)
- 1991: Dark Shadows (Fernsehserie, 12 Folgen)
- 1994: Tief oben
- 1999: Der Prophet (Fist of Doom)
- 2006: The Boneyard Collection
- 2008: Her Morbid Desires
- 2012: Butterfly Room – Vom Bösen besessen (Butterfly Room)
- 2014: Lost River